# Thorstein Veblen

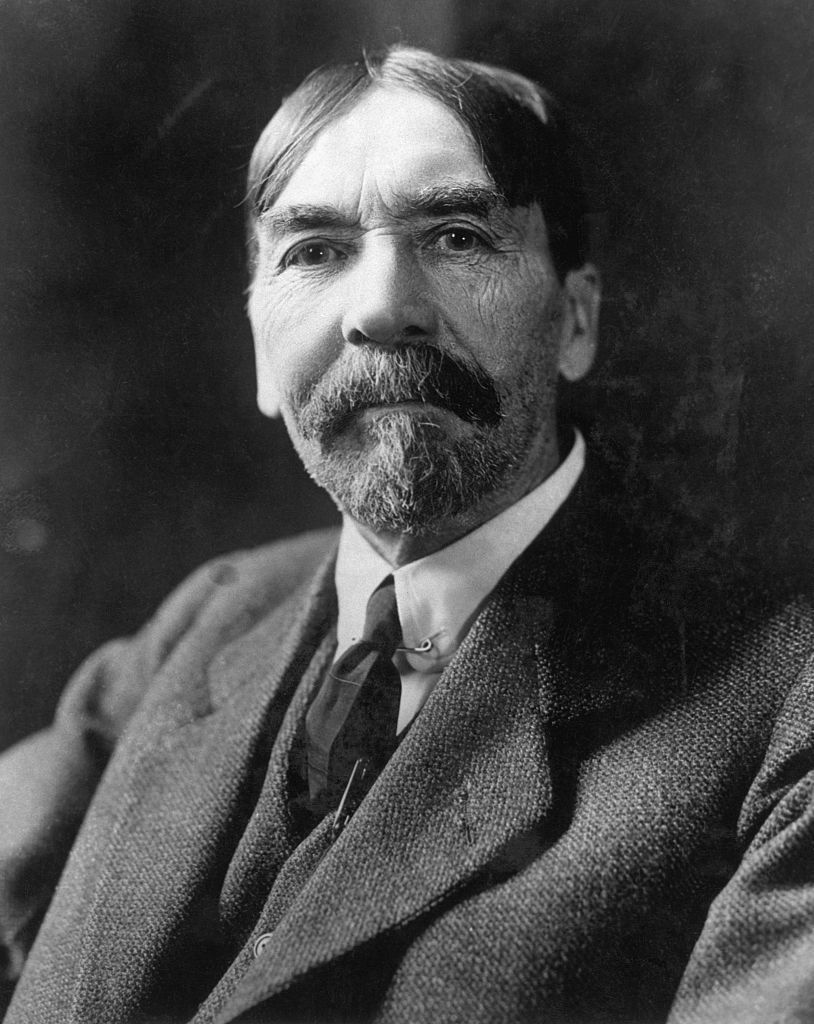
Thorstein Veblen

Thorstein Bunde Veblen (* 30. Juli 1857 in Cato, Wisconsin; † 3. August 1929 in Menlo Park, Kalifornien) war ein US-amerikanischer Ökonom und Soziologe.

## Leben
Veblen wurde als das sechste von zwölf Kindern von Thomas Anderson Veblen, einem gelernten Zimmermann, und Kari Veblen, geb. Bunde, in Wisconsin geboren und wuchs in Minnesota auf. Seine Eltern waren 1848 von Norwegen aus in die USA eingewandert und arbeiteten dort auf ihrer eigenen Farm. Von 1874 bis 1880 besuchte Veblen das evangelische Carleton College. 1881 begann er sein Studium der Philosophie bei Charles Sanders Peirce und Ökonomie bei John Bates Clark an der Johns-Hopkins-Universität, doch bereits 1882 wechselte er zur Yale-Universität, an der er 1884 unter William Graham Sumner seinen Doctor of Philosophy erhielt. Trotz hervorragender Zeugnisse und Empfehlungen blieb er zwischen 1884 und 1891 arbeitslos. In diese Zeit fielen seine erste Heirat 1888 und lange Aufenthalte auf den Farmen seiner Eltern und Schwiegereltern. Gelegentlich arbeitete er als Tutor. Er setzte 1891 sein Studium an der Cornell University fort und lehrte schließlich von 1892 bis 1906 unter J. Laurence Laughlin (1850–1933) als Assistent politische Ökonomie an der University of Chicago. Von 1895 bis 1905 fungierte er als geschäftsführender Herausgeber des neu gegründeten Journal of Political Economy. 1898 erschien sein programmatischer Artikel Why Is Economics Not An Evolutionary Science? und 1899 sein bekanntestes Werk The Theory of the Leisure Class (Theorie der feinen Leute).
Unstet wie seine weiteren wissenschaftlichen Anstellungen war auch sein Privatleben. Wegen unklarer außerehelicher Beziehungen musste er 1906 auf Druck seiner Ehefrau Chicago verlassen. Darunter litt sein Ruf nachhaltig. Von Ende 1906 bis 1909 unterrichtete er Ökonomie an der Stanford University und von 1911 bis 1918 an der University of Missouri in Columbia. In diese Zeit fiel die Scheidung von seiner ersten Frau 1914. Seine zweite Frau, die er seit 1904/05 kannte, heiratete er noch 1914. Sie starb bereits 1920.
Zwischen 1918 und 1926 unterrichtete er als einer der Mitbegründer an der New School for Social Research in New York. Zwischen 1918 und 1919 fiel die Periode seiner größten öffentlichen Wirksamkeit als Herausgeber des New Yorker radikalen Literaturmagazins The Dial.
Am 3. August 1929 starb Veblen in Menlo Park, Kalifornien, einsam in einer Holzhütte, in der er seit 1927 lebte, an Herzversagen.

## Schriften

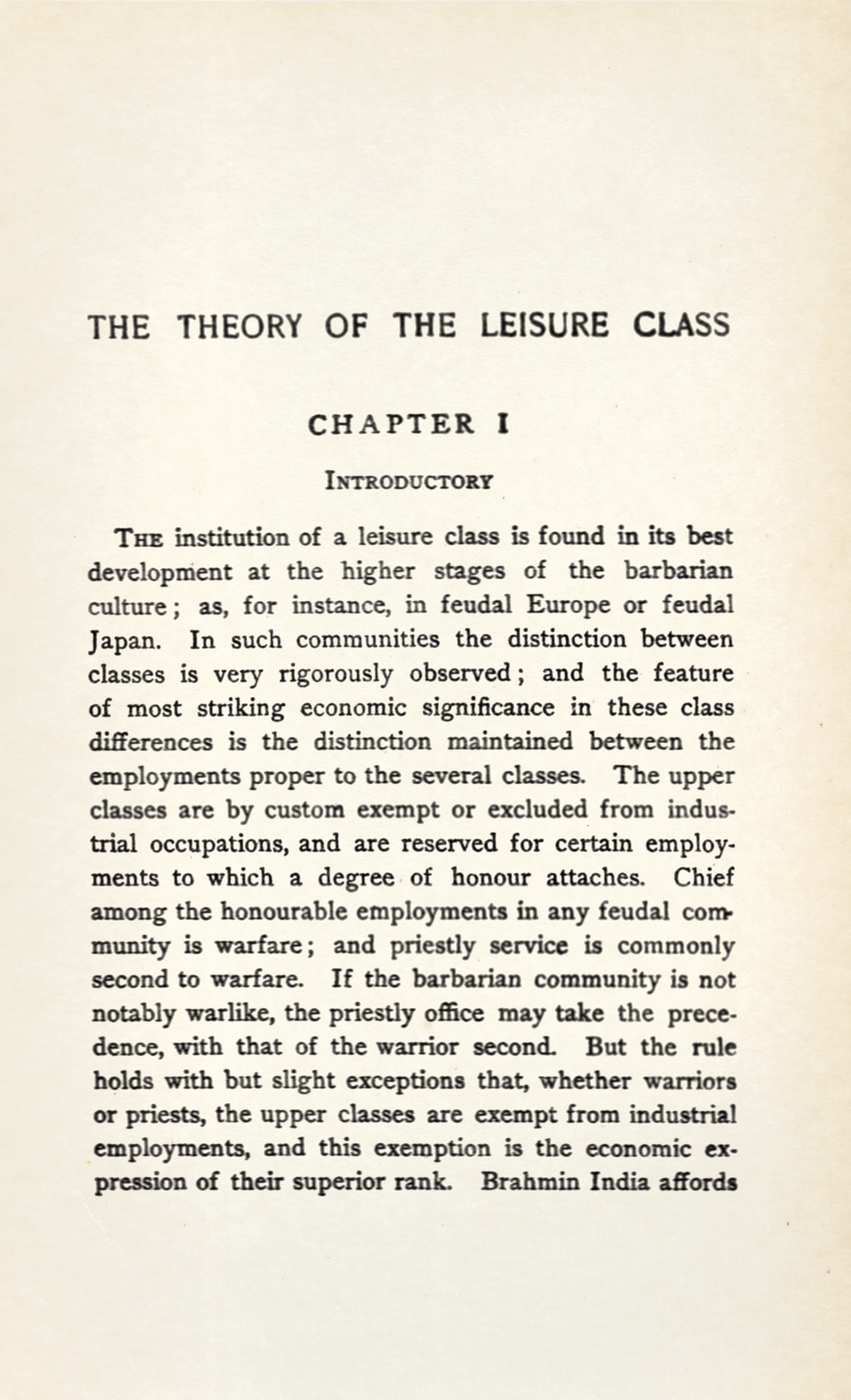
Theory of the leisure class, 1924

In seiner anthropologischen Abhandlung The instinct of Workmanship and the Irksomeness of Labor (1898) sah Veblen in der Natur des Menschen zwei entgegengesetzte Instinkte am Werk: einerseits den predatory instinct, gekennzeichnet durch sportsmanship, d. h. einen Hang zur Vermeidung von Arbeit und zu räuberischer Aneignung von Gütern, und andererseits den creative instinct, gekennzeichnet durch workmanship, d. h. den Hang des Menschen, die Dinge seiner natürlichen Umgebung durch effiziente schöpferische Arbeit im Interesse der Allgemeinheit umzugestalten. Workmanship ist das dominante Kennzeichen früher Entwicklungsstufen der menschlichen Gesellschaft. Erst wenn die gesellschaftliche Produktion die Subsistenzschwelle überschritten hat, wird die gewaltsame Aneignung von Gütern überhaupt möglich. Damit wird sportsmanship zum kulturellen Ideal der herrschenden leisure class, Arbeit zum Stigma der Unterklasse und das Ideal der workmanship verkümmert.
In seiner Theory of Business Enterprise (1904) analysierte er als einer der ersten außerhalb des Marxismus die Herausbildung des US-Monopolkapitalismus. Veblen verwendete den Begriff „Monopol“ in einem unspezifischen Sinne, im Anschluss an Richard Ely. Die technologische Entwicklung der Großindustrie (The Machine Process) werde dominiert vom Business Enterprise, insbesondere von Industriekapitänen (Beispiele: Eisenbahnwesen, Schwerindustrie), die rein monetäre Profitziele verfolgen (im Sinne einer Kapitalisierungsrechnung, die Kreditfinanzierung und Bewertung von Goodwill einbezieht), die nicht unbedingt auf die bessere Versorgung der Verbrauchermassen oder des schnelleren technologischen Fortschritts, sondern primär darauf gerichtet seien, den eigenen Macht- und Kontrollbereich zu erweitern. Die moderne Industriegesellschaft sei durch eine technologische Verkettung von Industrieprozessen zu einem Gesamtprozess gekennzeichnet und dadurch sehr störanfällig geworden. Es liege aber oft im Interesse einzelner Industriekapitäne, diesen Prozess nicht schnellstmöglich durch technologische Innovationen weiterzuentwickeln, sondern vielmehr die Macht- und Profitquelle auszubeuten, die in dieser Störanfälligkeit liege, sofern nämlich dadurch Konkurrenten ausgeschaltet werden können.
Als einer der ersten Sozialwissenschaftler analysierte Veblen das komplexe Beziehungsgefüge zwischen Güterverbrauch und gesellschaftlichem Wohlstand. Nationalökonomie könne nur eingebettet in einen institutionellen Rahmen verstanden und beurteilt werden. Die ökonomischen Prozesse von Produktion, Distribution und Konsumption müssten im Kontext der Reproduktion von Institutionen, von Glaubenseinstellungen, Geschlechter- und anderen Verhaltensweisen verortet werden. Nach ihm wurde der Veblen-Effekt benannt.
Auch Patriotismus, Krieg und Frieden waren Objekte der Analysen Veblens. Auseinandersetzungen um materielle Ressourcen müssten erst in Streit um spirituelles Kapital (z. B. die nationale Ehre) verwandelt werden, um Massen für gewaltsame Auseinandersetzungen und Kriege erfolgreich zu mobilisieren.
Veblen ist einer der Gründerväter der amerikanischen Institutionenökonomik in der Wirtschaftswissenschaft. Mit seinen drei Büchern „Theory of the Leisure Class“, „Theory of Business Enterprise“ und „Instinct of Workmanship …“, eine Gesellschaftstheorie, die in der englischsprechenden Welt große Bekanntheit erlangte. Er kritisierte den predatory instinct der Oberklasse gekennzeichnet durch Geltungskonsum, Freizeitverhalten, Schmarotzertum und demonstrativen Müßiggang scharf.
Besonderes Interesse und Anerkennung erlangten Veblens Theorien unter den kapitalismuskritischen, links-tayloristischen Ingenieuren der sogenannten Progressive Era (1900–1917) und während des sogenannten technocracy-movement der frühen 1930er Jahre.
Veblen war ein brillanter, facettenreicher, oft schwieriger Intellektueller, der einen enormen Einfluss auf das nationalökonomische und sozialwissenschaftliche Denken in den USA hatte, insbesondere in der Progressive Era und in der Zeit des New Deal in den 1930er Jahren.
Lewis Coser (1913–2003) zählte Veblen zu den Klassikern der Soziologie.

## Schriften (Auswahl)
- The Instinct of Workmanship and the Irksomeness of Labor, American Journal of Sociology. Vol 4, No. 2 (Sep. 1898).
- The Theory Of The Leisure Class. 1899 (wörtlich: Die Theorie der müßigen Klasse); Übersetzung: Theorie der feinen Leute. Eine ökonomische Untersuchung der Institutionen. Kiepenheuer & Witsch, Köln/Berlin, 1958. Neuauflagen: Fischer, 1997, ISBN 978-3-596-27362-1; 2007 ISBN 3-596-17625-5.
- Why Is Economics Not An Evolutionary Science? (Memento vom 8. Oktober 2007 im Internet Archive), 1898.
- The Theory of Business Enterprise. (Memento vom 27. Juli 2007 im Internet Archive) 1904.
- The Instinct of Workmanship and the State of the Industrial Arts. (Memento vom 18. März 2008 im Internet Archive) 1914.
- Imperial Germany and the Industrial Revolution. (Memento vom 11. Dezember 2007 im Internet Archive) 1915.
- An Enquiry into the Nature of Peace and the Terms of its Perpetuation. (Memento vom 27. Juli 2007 im Internet Archive) 1917.
- The Higher Learning in America. A Memorandum on the Conduct of Universities by Business Men. (Memento vom 27. Juli 2007 im Internet Archive) 1918.
- The Vested Interests and the State of the Industrial Arts. (Memento vom 21. Dezember 2007 im Internet Archive) 1919.
- The Place of Science in Modern Civilisation and other Essays. (Memento vom 21. Juni 2004 im Internet Archive) 1919.
- The Engineers and the Price System. 1921 (PDF; 275 kB).
- Absentee Ownership and Business Enterprise in Recent Times. 1923.
- The Laxdaela Saga. 1925.
- Essays in our changing Order. 1934.
- Geoffrey M. Hodgson (Hrsg.): Essential Writings of Thorstein Veblen. Taylor & Francis, 2011. ISBN 978-0-415-77790-2.